# Victor Adam
Pour les personnes ayant le même patronyme, voir Adam (homonymie).

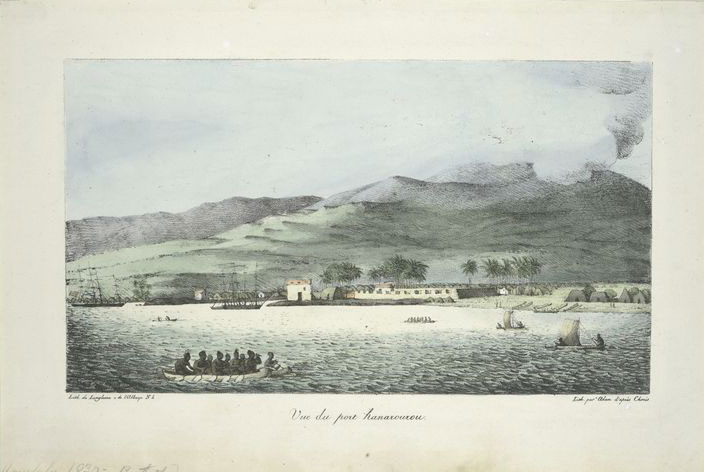
Vue du Port Hanarourou, lithographie tirée du Voyage pittoresque autour du monde de Louis Choris (1822).

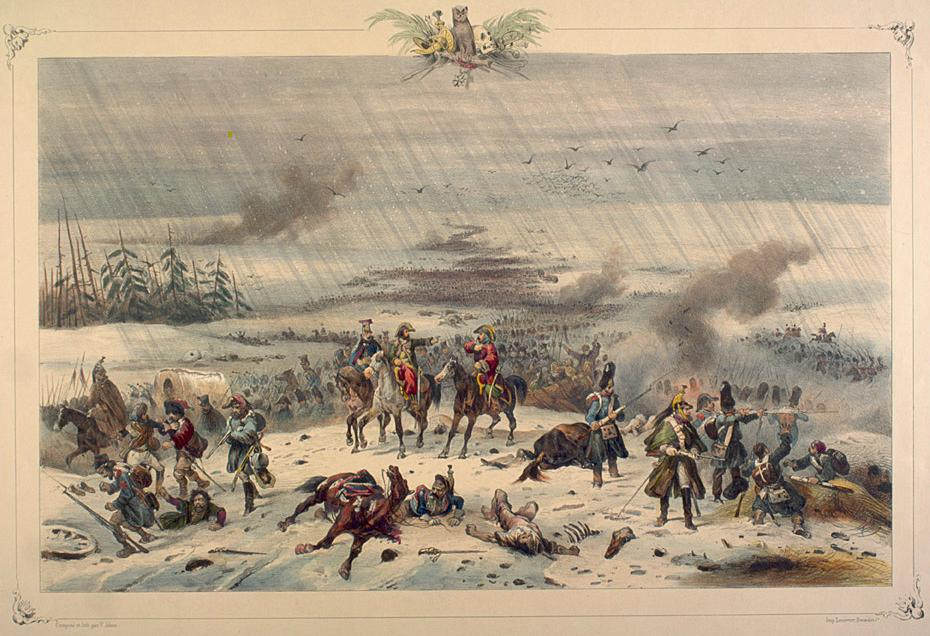
La retraite de Napoléon de Russie le 3 novembre 1812

Jean-Victor Vincent Adam, né le 28 janvier 1801 à Paris et mort le 31 décembre 1866 à Viroflay, est un peintre et lithographe français, fils de Jean Cantien Adam et de Marie Dumont.

## Biographie
Entré à l'école des beaux-arts de Paris en 1814, alors qu'il est à peine âgé de 13 ans, Victor Adam expose ses premiers tableaux en 1819. Il a été l'élève de Charles Meynier, puis du Jean-Baptiste Regnault. Par la suite, il s'essaye à la lithographie et c'est finalement dans cette forme d'expression artistique qu'à partir de 1823 il s'est exprimé, en réalisant près de 8 000 planches.
Il a également illustré de nombreux ouvrages comme l’Histoire de l'empereur Napoléon, le Sacre de Sa Majesté Charles X, dans la métropole de Reims, Les Aventures de Télémaque suivies des Aventures d'Aristonoüs de Fénelon (1837) où ses dessins sont interprétés en gravure par Antoine François Gelée, Émile Giroux et Jean-François Pourvoyeur, ou encore les Fables de La Fontaine (1838).
Ses lithographies représentant des scènes de diligence, des chevaux et les fêtes des environs de Paris sont particulièrement appréciées.
Il illustre plus d'une vingtaine d'ouvrages destinés à l'enfance et la jeunesse.
il a travaillé avec Jean-Baptiste Arnout et le fils de ce dernier, Louis-Jules Arnout.

## Œuvres
- Un Jockey sur sa monture, collection particulière.
- Études de toutes sortes de chevaux montés par des personnages historiques de tous les pays: Composés et lithographiés par Victor Adam.
- Course, 1828, Musée Carnavalet, Paris[5].
- Portrait de Henriette Cornelle[6], 1821, Fondation Alexandre Vassiliev
- Le Bien et le Mal, sujets composés et lithographiés par Victor Adam, 1838-1840, Musée Carnavalet, Paris[7].
- Les Anges de la France. La reine Hortense. L'impératrice Joséphine. L'impératrice Eugénie. Lithographie. Toulouse, Musée Paul-Dupuy, inv. 62.132.7.
- Chœur de Saint-Saturnin à Toulouse, Languedoc. Lithographie. Toulouse, Musée Paul-Dupuy, inv. 68.63.7.
- Abd-el-Kader. Lithographie. Toulouse, Musée Paul-Dupuy, inv. 877.
- Janvier 1830. Promenade pittoresque dans Paris, avec Bichebois & Sabatier, à Paris chez Bichebois, Chaillou-Potrelle et Rittner / à Londres chez Tilt, s.d., 7 lithographies.
- Chaise de poste, L'Estafette, Messageries royales, Malle poste à cinq chevaux, L'attente du maître et Promenade du matin, lithographies, musée de Louviers (legs de Mlle Hortense Vignon)

## Références

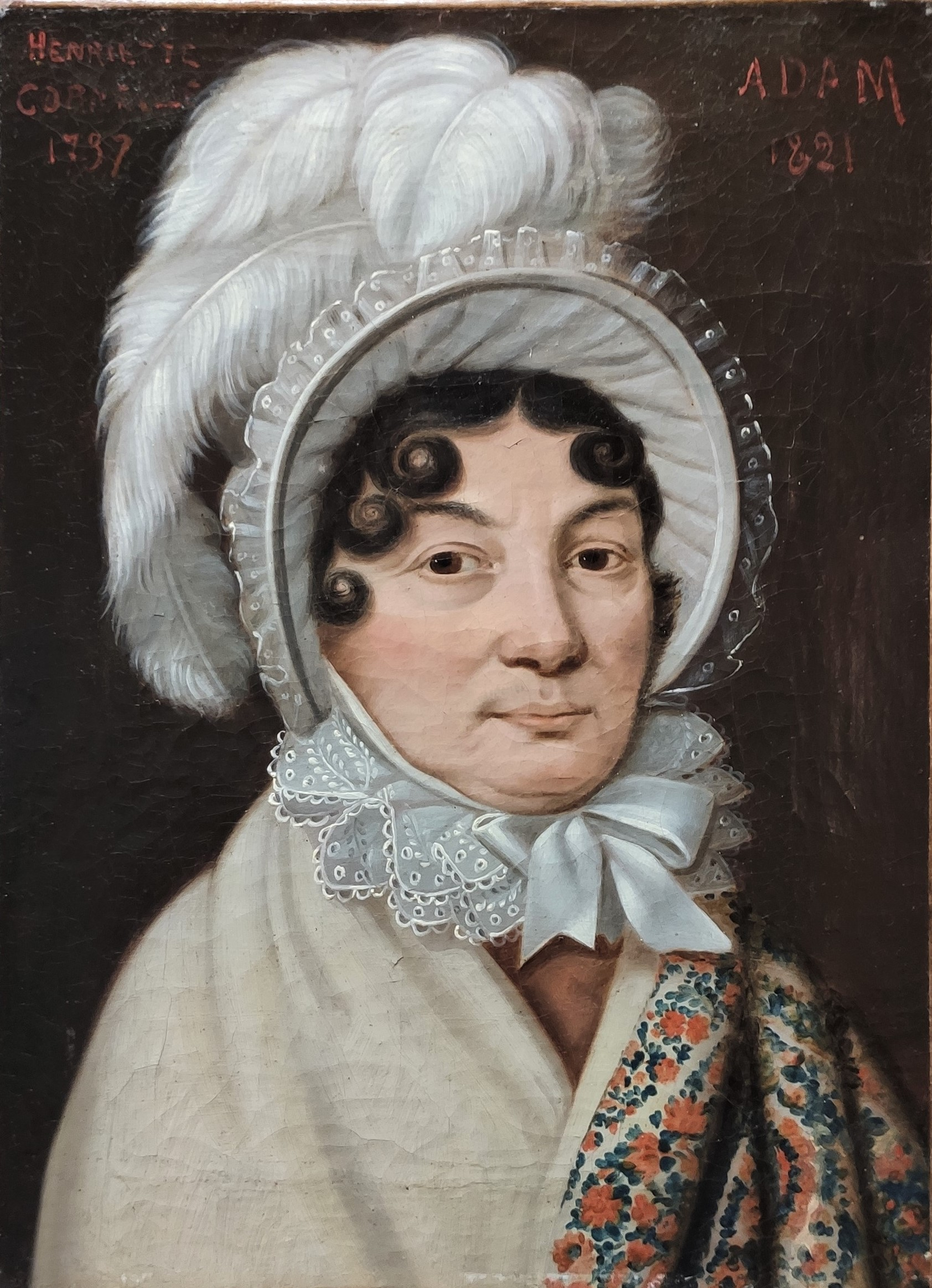
Portrait de Henriette CORNELLE par Victor Adam en 1821 Coll Fondation Alexandre Vassiliev